# Fráech
Fráech of Fróech is een personage uit de Ulstercyclus. Hij is de zoon van Idad en Bé Find, de zuster van Boann, de godin van de Boyne. Hij wil een relatie met Findabair, de dochter van Ailill en Medb, maar zij verlangen dat hij in ruil daarvoor deelneemt aan de Runderroof van Cooley. Tijdens de veldtocht wordt hij door Cú Chulainn verdronken in een rivier en zijn lichaam wordt door honderdvijftig vrouwen van de Sídhe weggedragen.